# Sebaung
Sebaung is een bestuurslaag in het regentschap Probolinggo van de provincie Oost-Java, Indonesië. Sebaung telt 6963 inwoners (volkstelling 2010).